# Krška vas, Ivančna Gorica
Krška vas je naselje v Občini Ivančna Gorica.